# Leventis United
El Leventis United fue un equipo de fútbol de Nigeria que jugaba en la Liga Premier de Nigeria, la competición de fútbol más importante del país.

## Historia
Fue fundado en 1982 en la ciudad de Ibadán gracias a la amalgama de equipos de Oyo State, la Royal Nigeria Carpet Company, una subsidiaria de la corporación griega Leventis.
Ganó el título de Tercera División en 1984 y ganó el torneo de copa, un año después el de Segunda División de manera invicta, consiguiendo el ascenso a la Liga Premier de Nigeria. Se convirtió en el equipo con más recursos económicos del país, pero a finales de la década de 1980 el equipo entró en una etapa de recesión económica.
Luego de tener problemas financieros, el equipo disputó su último torneo en 1986, luego de que lo ganó.

## Palmarés
- Liga Premier de Nigeria: 1

1986 (ganó 3 títulos en 3 divisiones diferentes en años consecutivos)
- Copa de Nigeria: 2

1984, 1986

## Participación en competiciones de la CAF
| Temporada | Torneo                            | Ronda            | Club             | Casa | Visita | Global  |
| --------- | --------------------------------- | ---------------- | ---------------- | ---- | ------ | ------- |
| 1985      | Recopa Africana                   | 1                | Old Edwardians   | 4-1  | 0-0    | 4-1     |
| 1985      | Recopa Africana                   | 2                | Horoya AC        | 0-0  | 1-1    | 1-1 (a) |
| 1985      | Recopa Africana                   | Cuartos de final | ASC Jeanne d'Arc | 1-0  | 1-0    | 2-0     |
| 1985      | Recopa Africana                   | Semifinales      | AFC Leopards     | 2-0  | 0-1    | 2-1     |
| 1985      | Recopa Africana                   | Final            | Al-Ahly          | 1-0  | 0-2    | 1-2     |
| 1987      | Copa Africana de Clubes Campeones | 1                | AS Real Bamako   | 4-0  | 0-0    | 4-0     |
| 1987      | Copa Africana de Clubes Campeones | 2                | ES Sahel         | 1-0  | 1-2    | 2-2 (a) |
| 1987      | Copa Africana de Clubes Campeones | Cuartos de final | Al-Hilal         | 0-0  | 1-2    | 1-2     |

## Jugadores

### Jugadores destacados
| - Uwem Ekarika - Wole Odegbami - Paul Okoku - Andrew Uwe - Edward Ansah - Friday Ekpo - Sam Pam - Abudulahi Alausa | - Leotis Boateng - James Etokebe - Bunmi Adigun - Humphrey Edobor - Augustine Igbinabaro - Sunday Daniel - Fatai Yekini - Bala Ali |